# Прапор Ясинуватського району
Пра́пор Ясинува́тського райо́ну — офіційний символ Ясинуватського району Донецької області, затверджений 31 липня 2006 року рішенням № 41/5-5 сесії Ясинуватської районної ради.

## Опис
Прапор являє собою прямокутне полотнище, що має співвідношення ширини до довжини 2:3 та складається з трьох горизонтальних смуг блакитного, червоного і жовтого кольорів зі співвідношенням 7:2:7. На верхній смузі біля древка розташовано жовтий спис з білим наконечником та два жовтих колоски, нахилені від нього.